# Кременецький повіт (Російська імперія)
Кременецький повіт — історична адміністративно-територіальна одиниця на українських землях, що входили до складу Російської імперії, Української Держави, Польщі і СРСР.  
Повітовий центр — місто Кременець.

## Царські часи
Утворений у 1795 році у складі Волинського намісництва, з 1796 — у складі Волинської губернії.
Повіт займав південно-західну частину Волинської губернії. На півночі межував з Дубенським, на сході — з Острозьким, на південному сході — зі Старокостянтинівським повітами Волинської губернії. Південна і західна частина повіту прилягали до кордону з Австро-Угорщиною. 
За обрахунками І.Стрельбицького, займав 2 919,1 верстов² або 304 072,9 десятин (3 322 км²), а за даними Б.Швейцера — 3 024 верстов² (близько 3 440 км²).
Згідно з переписом населення Російської імперії 1897 року, в повіті проживало 219 934 осіб. З них 80,69% — українці, 12,23% — євреї, 3,38% — росіяни, 3,01% — поляки, 0,12% — чехи, 0,29% — татари, 0,1% — німці .
У повіті було 16 волостей, 229 сільських громад, 13 містечок, 271 сільське поселення. Місто було одне — повітовий центр, власної волості не мало.

## Склад повіту (1913)
- Бережецька волость
- Білозорецька волость
- Білокриницька волость
- Борецька волость
- Борсуківська волость
- Вербовецька волость
- Вишневецька волость
- Вишгородська волость
- Дедеркальська волость
- Зарудненська волость
- Почаївська волость
- Радзивилівська волость
- Святецька волость
- Старо-Олексинецька волость
- Шумська волость
- Ямпільська волость
- місто Кременець із передмістями Бонівка, Вишневецька рогатка, Вітівщина, Воловиця, Глибокі Туники, Глинянка, Грабівка, Дівоча Гора, Дубенська застава, Зеблази, Княжена, Корнії, Красногірка, Куличівка, Липовиця, Ляшуки, Моргви, Осовиця, Переліски, Підвисоке, Плитниця, Сичівка, Туники, Чугалі, Щури, власницькою садибою Богоявленського монастиря та хутором Березина.

## Польські часи
З 19 лютого 1921 р. — один із 7 повітів новоутвореного Волинського воєводства другої Речі Посполитої. Межі були практично такими ж, як і до 1921 роки (за винятком Святецької (окрім сіл Гриньки, Козачки, Осняки), східної частини Ямпільської (окрім сіл Грибова, Загірці, Краснолука, Михайлівка, Юсківці), сіл Щаснівка Білозорецької, Волоське (Міжгір'я) Дедеркальської, волостей, «відрізаних» кордоном на бік УРСР та включених до Старокостянтинівського повіту, а села Баймаки і Зіньки Шумської волості — до складу Ізяславського повіту). Складався з 3 міст (Кременець, Радивилів і Новий Вишнівець), 3 містечок (Білозірка, Новий Почаїв і Шумськ) і 15 сільських ґмін-волостей (які включали 507 сільських поселень — 4 з них були знищені війною і незаселені).
Разом із тим, внутрішній поділ поступово зазнав ряду значних змін. Зокрема, 1 січня 1924 року було відновлено ліквідовану свого часу Лановецьку волость як ґміну Ланівці з ліквідованої ґміни Паньківці та з вилучених із ґміни Вишгородок сіл Красківці та Волиця і з ґміни Білозірка містечка Ланівці та сіл Гриньки, Малі Козачки, Великі Козачки й Осники.
1 січня 1925 р. з повіту вилучено ґміну Радзівіллув і включено до Дубенського повіту.
В 1933 р. ліквідовано Білокриницьку, Бірківську, Борсуківську, Вербовецьку і Зарудненську волості, натомість утворено ґміни Колодне, Угорськ та Катербург. Було також реорганізовано міську ґміну Кременець, до якої увійшли навколокременецькі поселення (Сичівка, Грабівка, Андруга Велика і Білокриниця) — частина колишньої Білокриницької волості.
Надалі в повіті було 12 сільських ґмін (Білозірка, Бережці, Вишгородок, Вишнівець, Дедеркали, Катербург, Колодне, Ланівці, Почаїв, Старий Олексинець, Угорськ, Шумськ), 1 міська ґміна (Кременець), 252 сільські громади (солецтва) й 1 місто.
Займав південну частину воєводства і межував від заходу з Тернопільським воєводством (Бродський і Зборівський повіти), від півночі — з Дубенським і Здолбунівським повітами, від півдня — зі Зборівським повітом (Тернопільське воєводство), на сході прилягав до кордону з СРСР.
Площа території повіту — 2.700 кв. км.
Населення — 243,0 тис. осіб (згідно з переписом 1931).
Густота населення — 46 осіб на 1 кв. км.
Повіт був заселений переважно українцями (196,2 тис. осіб; 80,7 %). Інші національності: поляки — 25,8 тис. осіб (10,6 %), євреї тощо.

## Радянський період
Включений 4 грудня 1939 р. до новоутвореної Тарнопольської (від середини 1940-х - Тернопільської) області. В 1940 р поділений на 6 районів.